# Dolichopus pullus
Dolichopus pullus är en tvåvingeart som beskrevs av Smirnov 1948. Dolichopus pullus ingår i släktet Dolichopus och familjen styltflugor. Inga underarter finns listade i Catalogue of Life.